# Виноробство у Вінницькій області
Виноробство у Вінницькій області — галузь, що розвивається на території Вінниччини, зокрема на початку XXI століття. Є частиною Подільського виноробного регіону України.
На 5 жовтня 2016 року згідно з офіційною класифікації видів економічної діяльності виробництвом виноградних вин займаються 3 фізичні особи-підприємців та 12 юридичних осіб. Вирощуванням винограду займаються 10 ФОПів та 46 юридичних осіб.
Розвитку галузі на Вінниччині сприяють зміни кліматичних умов, близькість до виноробних регіонів Причорномор'я та Молдови і наявність підприємців-виноробів.

## Історичні відомості
Історично винокуріння на території міста Вінниці розвивалося з XVI століття. Краєзнавець Микола Дорош у своїх працях зазначає, що в кожному подільському містечку та навіть у багатьох селах, була своя винокурня, тобто винниця. Також поблизу дороги на Уланів, вільні незаймані землі були колись забудовані броварнями та винокурнями тому й нині ця територія біля Хмільника має назву урочище Винниця.

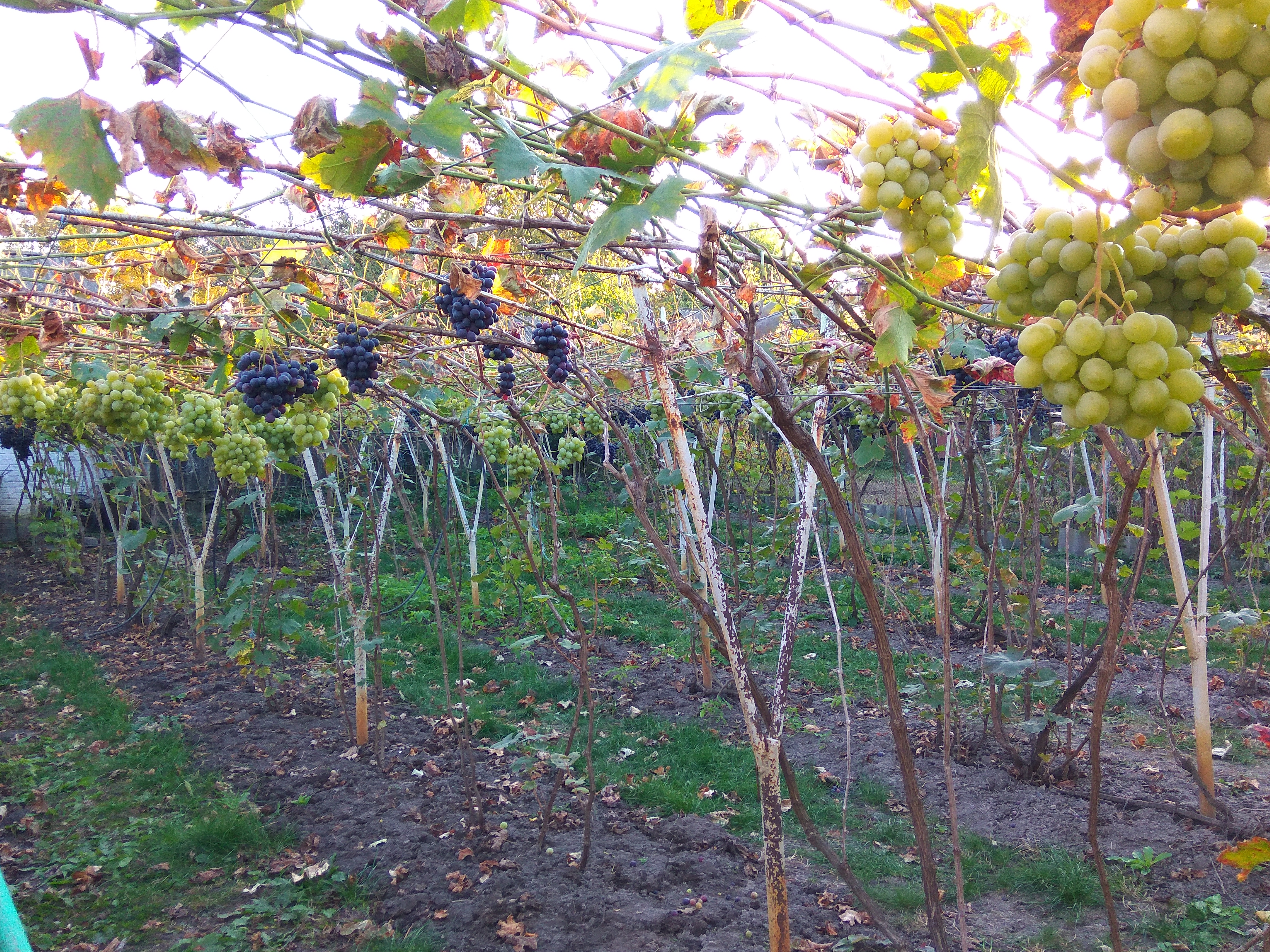
Виноградники у Турбові

У Подільській губернії виноградарство розвивалося у Придністровській смузі. За опитуванням місцевих жителів, проведених вченим Михайлом Балласом, одні із найстаріших виноградників знаходилися у Ямполі, які були там уже 1800 року.
У XIX — на початку XX століття на території сучасної Вінницької області виноградники вирощували у містах Могилів-Подільський, Ямпіль та у селах Яруга та Яришів, Бронниця, Садківці, Суботівка, Михайлівка, Флеминда, Біла, Дорошівка, Пороги, Петрашівка, Цекинівка, Велика Кісниця, Лядова, Нагоряни, Липчани, Юрківці, Немія, Ілляшівці, Слобода-Яришівська, Слобода-Шлишковецька, Жеребилівка, Михайлівка-Ярузька, Івонівка, Мервинці, Буша, Слобода-Бушанська, Бабчинці, Дзигівка, Гальжбіївка, Клембівка, Стіна, Вольфанівка, Краснодоля, Підлісівка, Кетроси, Дмитрашківка, Кукули, а також присілок Текліївка та хутір Вальбуша при селі Миронівка
. Також відомо, що у XIX столітті виноград ріс в околицях Брацлава і Вінниці, а у Могилів-Подільському вино виробляли греки і молдовани.
Найкращими вважалися вироби з «Вінниці Турських», що у Ямполі, де обсяг виробництва становив 61,5 декалітрів на рік.
У 1880-х роках виноградну лозу вирощував у своєму маєтку видатний хірург Микола Пирогов.
Відповідно до архівних даних, у 1893–1909 роках велика кількість кущів загинула від філоксери (комах, які пошкоджують листя і кореневу систему винограду). Зокрема у містечку Ярузі втрачено близько 58 десятин (63 га) насаджень.
В радянські часи в області діяли радгоспи, наприклад радгосп-завод ім. КІМ, що виробляв плодово-ягідні вина. Виноробна галузь на Вінниччині суттєво постраждала під час антиалкогольної кампанії в часи Горбачова.
У 2018 році зареєстрована громадська організація «Союз виноградарів та виноробів Вінниччини», головою якої обрано Георгія Самсонюка.

## Виноградники
У 2017 році у Вінницькій області площа виноградників становила 108 га, у 2018 р. — 110 га. У 2018 році на Вінниччині зафіксована найвища урожайність винограду в Україні — 396 ц/га.
Серед найбільших виноградарів області — Анатолій Шиндер з села Гальжбіївка, який разом із сім'єю вирощує понад 200 сортів винограду.

## Виробники вина
- «Винний дім Гігінеішвілі» — виноробня у селі Корделівка Калинівського району, заснована у 2013 році Заслуженим будівельником України Володимиром Гігінеішвілі. У 2017 році отримала ліцензію на виробництво та збут виноробної продукції. Об'єм виробництва на рік сягає 30 тисяч літрів на рік, який планується збільшити до 50 тисяч літрів. Використовується виноград ручного збирання з Одеської області. Також засаджено 2 га власних виноградників у Могилів-Подільському районі. На виробництві працюють фахівці-технологи з Грузії. Деякі вина виноробні названі на честь Вінницького краю[12][13][3].
- Виноробня Георгія Віталійовича Самсонюка — заснована у 2013 році. Перше вино було вироблено 2015 року. У Вінницькій області  закладені перші виноградники площею 30 соток, що використовуються як експериментальна ділянка, а решта винограду закуповується у Бессарабському регіоні. Станом на 2020 рік об'єм виробництва становить 2 тисячі літрів на рік та завершується відбудова виноробні з повним циклом. На виноробні планується розвиток енотуризму для проведення дегустацій з частуванням гостей локальними видами сирів[14].
- «Локіс» — бренд Олександра Шемета з Вінниці, який виготовляє понад 40 сортів вина, крім виноградного вина, виробляє вино з ягід і фруктів. Олександр Шемет популяризує вінницьку виноробну традицію, організовуючи для цього різноманітні заходи[3].

## Культура вина
На території області проходять такі винні заходи: «Боже Ллє» та «Вінницький шлях».